# ゴチャ・まぜっ!火曜日 (2006年から2009年まで)
ゴチャ・まぜっ!火曜日（ごちゃまぜかようび）は、毎日放送ラジオ（MBSラジオ）で放送されていたラジオ番組。
本項では2006年から2009年にかけて毎週火曜に放送された『ゴチャ・まぜっ!火曜日』ついて記載する。他の時期に放送された内容についてはゴチャ・まぜっ!火曜日 (2005年から2006年まで)もしくはゴチャ・まぜっ!火曜日 (2011年から2014年まで)を、2006年10月から2009年1月まで放送されていたミニコーナーの出演者及び内容ついては、ゴチャ・まぜっ!のミニコーナーをそれぞれ参照のこと。

## 概要
本項を含め放送日などはあくまで暦日で表記しているため、注意のこと。
キングコング等が出演していたラジオ番組『ゴチャ・まぜっ!』の火曜日が、2006年秋の番組改編でリニューアルされることになり、10月11日放送回より『オレたちやってま〜す』に出演していた藤井隆を中心とする番組構成となった。
グラビアアイドル（2007年9月まで）やお笑い芸人が週代わりで出演。グラビアアイドルは「ゴチャ・まぜっ!ガールズ」として番組オープニングから、芸人は「ゴチャ・まぜっ!一週間のコーナー」からそれぞれ登場する。
2009年春の番組改編で『ゴチャ・まぜっ!』が帯番組から土曜深夜の時間帯に集中して放送されるスタイルに変更されるに伴い、3月31日をもって終了。他の曜日と異なり、本番組の出演者や内容を引き継ぐ番組は開始されなかった。

## 放送時間
- 2006年10月4日 - 2009年4月1日:水曜日0時00分 - 1時00分（火曜深夜）

## 出演者
最終回時の出演者
- 藤井隆
- 黒沢かずこ（森三中）
- 岩佐真悠子
- 宮野真守
- 週代り芸人
  - 博多華丸・大吉（博多華丸・博多大吉）
  - ライセンス（藤原一裕・井本貴史）

| 放送期間       | 放送期間      | 出演者 | 出演者   | 出演者              | 出演者                              | 出演者                              | 出演者                              | 出演者                              | 出演者                          |
| -------------- | ------------- | ------ | -------- | ------------------- | ----------------------------------- | ----------------------------------- | ----------------------------------- | ----------------------------------- | ------------------------------- |
| 2006年10月11日 | 2007年10月3日 | 藤井隆 | 玉置成実 | 黒沢かずこ (森三中) | ゴチャ・まぜっ!ガールズ(週代り出演) | ゴチャ・まぜっ!ガールズ(週代り出演) | ゴチャ・まぜっ!ガールズ(週代り出演) | 週代り芸人                          | 週代り芸人                      |
| 2006年10月11日 | 2007年10月3日 | 藤井隆 | 玉置成実 | 黒沢かずこ (森三中) | 相澤仁美                            | 福永ちな                            | 堀田ゆい夏                          | 博多華丸・大吉 (博多華丸・博多大吉) | ライセンス (藤原一裕・井本貴史) |
| 2007年10月10日 | 2008年4月2日  | 藤井隆 | misono   | 黒沢かずこ (森三中) | 相澤仁美                            | 相澤仁美                            | 相澤仁美                            | 博多華丸・大吉 (博多華丸・博多大吉) | ライセンス (藤原一裕・井本貴史) |
| 2008年4月7日   | 2008年10月1日 | 藤井隆 | アンナ   | 黒沢かずこ (森三中) | 松嶋初音                            | 松嶋初音                            | 松嶋初音                            | 博多華丸・大吉 (博多華丸・博多大吉) | ライセンス (藤原一裕・井本貴史) |
| 2008年10月8日  | 2009年4月1日  | 藤井隆 |          | 黒沢かずこ (森三中) | 岩佐真悠子                          | 岩佐真悠子                          | 宮野真守                            | 博多華丸・大吉 (博多華丸・博多大吉) | ライセンス (藤原一裕・井本貴史) |

## コーナー

### 最終回時のコーナー
オープニングコント
番組冒頭のタイトルコール直後に、放送作家作成のコントを行う。
ふぃメールのコーナー
普通のメール・ふぃメールを紹介するコーナー。略称がなぜ「ふぃメール」なのかは謎とされている。
ゴチャ火DEATH NOTE
書いたものが本当になる「ゴチャ火DEATH NOTE」。リスナーから送られてきた「誰が」・「どこで」・「どうなるか」を出演者がそれぞれランダムに発表し、繋げて1つのDEATH NOTEの予言にするコーナー。
宮野がアニメ『DEATH NOTE』で主人公の夜神月を演じていたことにちなんだコーナー。放送回によっては宮野が夜神月のように実際に読み上げることもあった。
ミニラジオ
ライセンスの出演回でのみ行われるコーナー。藤井と黒沢が放送収録前に録音してきたレポートからクイズを出題し、回答をリスナーから募集コーナー。ただし、内容は暴走しており、クイズの回答もほとんど送られてこない。2008年11月11日放送分からはライセンス藤原も出題に参加することになった。
博多華丸・大吉の出演回で行われないのは、藤井曰く「先輩に迷惑はかけられない」とのこと。

### 過去のコーナー
芸能界うわさの伝説
リスナーから送られてきた芸能界のうわさや伝説、武勇伝を紹介するコーナー。
メールアドレスのコーナー
リスナーが思いついた有名人のメールアドレスを投稿するコーナー。
ゴチャ・まぜっ!川柳
リスナーから送られてきた上の句・中の句・下の句を出演者がそれぞれランダムに発表し、繋げて1つの川柳にするコーナー。
リニューアル前にも行われていたコーナー。
しりとりレー
最初にしりとりを2周行い、各出演者が自ら発した単語をテーマに30秒間トークを行う。一旦終了したが2008年5月に一時復活した。
あの人に会いたい
出演者が会いたい人を発表し、スタッフが探し出してきて会わせるコーナー。実際には黒沢が扮装するコントコーナー。

## 話題
- ライセンス登場週には台本色が強いオープニングトークや進行となる。またこの際度々見られる森三中黒沢のボケやツッコミは、放送作家のカンペ指令によるものもある。ただし、華丸・大吉登場週にはこれらのノリは行われず、フリートーク主体となる。
- 本編の始まりの挨拶は他の曜日では（最初の人が）「ゴチャ・まぜ！○曜日（金曜日の場合は金スペ）は、俺たち○○（出演者がの名前を自ら名乗っている）」（真ん中の人は）「と○○」（最後の人が）「と○○がやってま〜す。」なのに対して火曜日だけ「今晩は○○（出演者の名前を自ら名乗っている）です。」と挨拶していた。

## スタッフ
- プロデューサー:神津梓
- 構成: 長谷川朝二、松本真一